# 둘스 폰트스
둘스 조제 다 실바 폰트스(포르투갈어: Dulce José da Silva Pontes, 1969년 4월 8일 ~ )는 포르투갈의 파두 가수, 작곡가, 시인, 프로듀서, 싱어송라이터이자 배우다.